# Финал Кубка Украины по футболу 2022
Финал Кубка Украины по футболу 2022 — финальный матч 31-го розыгрыша Кубка Украины по футболу 2021/2022, который должен был состояться 12 мая 2022 года, на стадионе Национального спортивного комплекса «Олимпийский» в Киеве, однако был отменён.

## История
3 июня 2021 года на заседании Исполкома УАФ, в соответствии с планом-календаря Всеукраинских соревнований по футболу среди команд клубов Премьер-лиги сезона 2021/22, было утверждено, что финальный поединок за Кубок Украины сезона 2021/22 будет сыгран 11 мая 2022. 19 февраля 2022 года Исполком УАФ принял решение, финал Кубка должен пройти 12 мая 2022 года на «Олимпийском» в Киеве, однако через пять дней после этого началось вторжение российских войск в Украину. Проведение всех футбольных турниров в Украине (включая Кубок) было приостановлено. В мае 2022 года УАФ приняла решение досрочно завершить розыгрыш Кубка Украины сезона 2021/2022. Положение команд осталось зафиксированным по состоянию на 24 февраля 2022 года, на стадии 1/4 финала. В связи с этим проведение финального матча было отменено.